# Condado de Bee
O Condado de Bee é um dos 254 condados do estado norte-americano do Texas. A sede do condado é Beeville, e sua maior cidade é Beeville.
O condado possui uma área de 2 280 km² (dos quais 0 km² estão cobertos por água), uma população de 32 359 habitantes, e uma densidade populacional de 14 hab/km² (segundo o censo nacional de 2000).
O condado foi criado em 8 de dezembro de 1857.